# Stazione di San Martino al Tagliamento
La stazione di San Martino al Tagliamento era una fermata ferroviaria posta al chilometro 8+320 della ferrovia Gemona del Friuli-Casarsa; serviva il comune omonimo in provincia di Pordenone. È dismessa dal 1987 insieme al tratto Pinzano al Tagliamento-Casarsa della Delizia.

## Storia
La fermata venne inaugurata il 12 gennaio 1893 in concomitanza con l'apertura del tronco Casarsa-Spilimbergo.
Nel 1917, durante la prima guerra mondiale la linea venne bombardata e le stazioni di Valeriano, 
Spilimbergo, San Giorgio, San Martino e Valvasone erano quasi distrutte. Inoltre il ponte del Tagliamento era stato fatto saltare dagli austriaci. Nel 1918 la linea venne ripristinata.
La fermata venne chiusa al traffico passeggeri a causa della chiusura del tronco Pinzano-Casarsa al traffico passeggeri nel 1967. Qualche anno dopo, nel 1987, venne definitivamente soppressa per la chiusura al traffico merci sulla linea.

## Strutture e impianti
La fermata è composta da un fabbricato viaggiatori che fungeva anche da casello e da una banchina che serviva l'unico binario di corsa. Adiacente al fabbricato viaggiatori vi è un piccolo giardino con una piccola fontanella.
Da quando la ferrovia è stata dismessa nel 1987, la fermata è stata trasformata in abitazione privata, ma si può ancora leggere chiaramente la scritta "Fermata di San Martino al Tagliamento" sul muro della casa e la progressiva chilometrica, ormai quasi illeggibile. Ancora visibile sono il binario e la banchina.
In direzione Casarsa è presente - adiacente alla fermata - un passaggio a livello, anch'esso dismesso.